# Dag Frøland
Dag Frøland (Volda, 6 september 1945 - Oslo, 26 januari 2010) was een gevierd Noors komiek, revueartiest en zanger.
Frøland groeide op in Fredrikstad, Aurdal en Oslo. Hij debuteerde in 1952 op de radio en bracht in 1956 zijn eerste plaatje uit. Als 14-jarige begon hij al te schrijven voor de populaire krant Aftenposten. Frøland begon geneeskunde te studeren, maar stopte met studeren om in de amusementssector te gaan werken.
In 1967 nam hij Du skal få en dag i mårå op, een klassieker van Alf Prøysen, dat gevolgd werd door andere hits. In het begin van de jaren 1970 werd hij directeur van het theater "Chat Noir" in Oslo en werd hij een bekend gezicht met zijn imitaties van Noorse bekendheden en zijn komische muzikale nummers. In 1979 begon hij met jaarlijkse revues in de "Chat Noir", die steeds volle zalen trokken. In 1987 stopte Frøland met onmiddellijke ingang met optredens  wegens een burn-out.
- Bibsys: 90624156
- International Standard Name Identifier: 0000 0003 6584 0150
- MusicBrainz: 00f81604-719b-49cf-96d7-515581e1a9be
- Virtual International Authority File: 231569912